# Masters de Indian Wells 1976
El 1976 American Airlines Tennis Games fue la 1.ª edición del Abierto de Indian Wells, un torneo del circuito ATP. Se llevó a cabo en las canchas duras de Palm Springs, en California (Estados Unidos), entre el 22 de marzo y el 28 de marzo de ese año.

## Ganadores

### Individual masculino
Jimmy Connors venció a  Roscoe Tanner,  6–4, 6–4 

### Dobles masculino
Colin Dibley /  Sandy Mayer vencieron a  Raymond Moore /  Erik Van Dillen, 6–4, 6–7, 7–6